# Genga

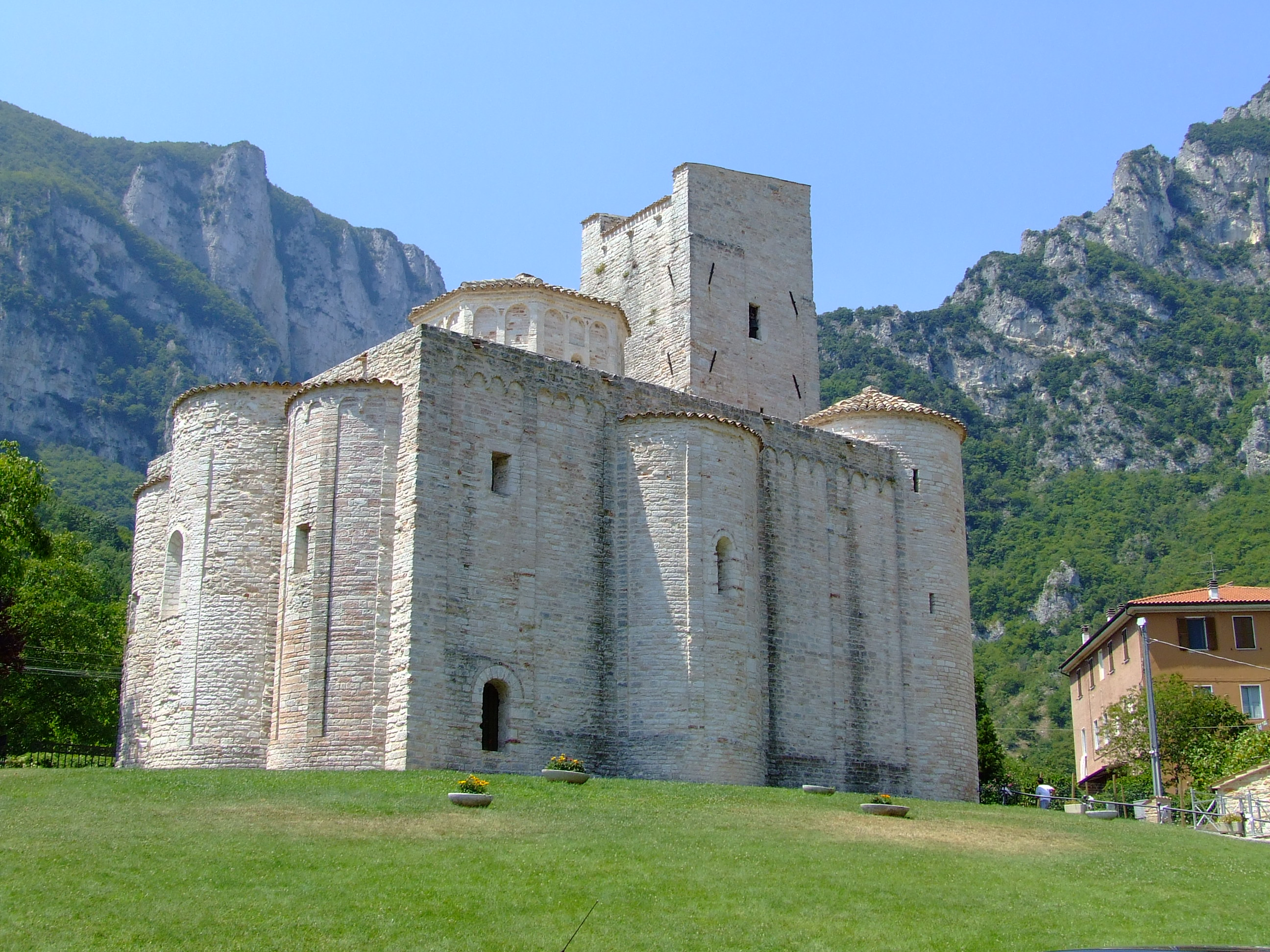
San Vittore Abbey

Genga là một đô thị ở tỉnh Ancona trong vùng Marche, bên sông Sentino, cách 7 km về phía hạ lưu và về phía đông của Sassoferrato; 12 km về phía bắc của Fabriano.
Thị xã nổi tiếng là quê hương tổ tiên của dòng họ nổi tiếng Genga, thành viên nổi tiếng nhất là Giáo hoàng Leo XII.
Ở đây có các hang động Frasassi.